# Hydrazide maléique
L'hydrazide maléique, ou 1,2-dihydro-3,6-pyridazinedione, est un composé organique utilisé en agriculture comme régulateur de croissance, et en particulier comme inhibiteur de germination pour la pomme de terre.
En France, en 2010, plus de 20 % des surfaces en pommes de terre de consommation recevaient ce traitement qui freine le démarrage de la germination de six à huit semaines par rapport à un non traitement. Il a été également utilisé pour les pommes afin de lutter contre les acariens, les vers, chenilles et autres carpocapses
Son mode d'action biochimique a été controversé, il agirait essentiellement par inhibition de la mitose cellulaire. 
La controverse reste quant à son mode d'action chimique : l'inhibition de l'amine oxidase et la l-glutamic décarboxylase, voire des transaminases reste recherchée, alors que d'autres montrent que l'action n'implique pas la réaction sur les groupements sulfhydryle ou carbonyle.

## Chimie
Les radicaux oxydatifs tels que N˙–3, CO˙–3, (SCN)˙–2 et Br˙–2 oxydent la forme basique de l'hydrazide maléique (MH–) en groupements diazasemiquinone correspondants. La forme acide (MH2) est résistante aux oxydants.
L'hydrazide maléique fait des réactions d'acylation et de benzensulfonlylation, mais il donne aussi des réactions d'addition de Michael, avec le formaldéhyde et les alcools en milieu acide formant des dérivés N-substitués .
Il fait aussi des réactions de Mannich.